# بید قناری
بید قناری (نام علمی: Salix canariensis) نام یک گونه از سرده بید است.